# Ophrys provincialis
Ophrys provincialis is een Europese orchidee. Het is een spiegelorchis met een opvallend groot speculum.
De soort is zeldzaam en endemisch in Zuid-Frankrijk, waar deze voorkomt in de regio Provence-Alpes-Côte d'Azur en naburige departementen.

## Naamgeving enetymologie
- Synoniem: Ophrys sphegodes subsp. provincialis H.Baumann & Künkele (1988), Ophrys sphegodes subsp. provincialis Nelson (1962), nom inval.
- Frans: Ophrys de Provence

De botanische naam Ophrys stamt uit het Oudgrieks en betekent ‘wenkbrauw’, wat zou moeten slaan op de behaarde lip. De soortaanduiding is afkomstig van het Latijnse provincialis, een verwijzing naar de vindplaats (de Provence) van het type-exemplaar.

## Kenmerken

### Habitus

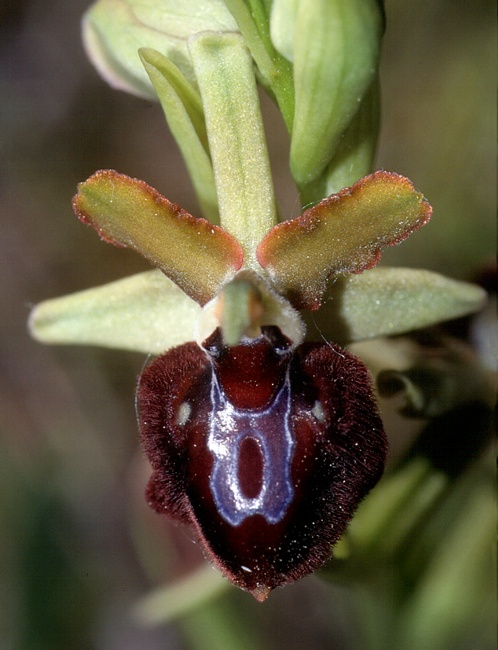
Detail bloem

Ophrys provincialis is een overblijvende, niet-winterharde plant, tot 40 cm hoog, forsgebouwd, met drie tot acht middelgrote, vrij kleurrijke bloemen in een ijle aar.

### Bloemen
De bloemen zijn tot 25 mm groot, met olijfgroene tot licht purper, lancetvormige kelkbladen, met naar achter geslagen randen. De bovenste kroonbladen zijn donkerder groen of soms bruin gekleurd, met gegolfde randen.
De lip is tot 12 mm lang, licht convex, rond tot ovaal, ongedeeld, roodbruin of donkerrood gekleurd, met fluweelachtig behaarde banden en een iets lichtere tot flauwgele rand. Het speculum bedekt het grootste deel van de lip, is O- of H-vormig, dikwijls met zijdelingse uitstulpingen, en roodbruin tot helblauw gekleurd met een witte rand. Het basaal veld is helrood gekleurd, wat contrasteert met de rest van de lip. Er is een klein, driehoekig en neerwaarts gericht aanhangseltje. Het gynostemium draagt een lange bek en met wit omrande, zwarte pseudo-ogen.
De bloeitijd is van half april tot mei, wat vrij laat is voor spiegelorchissen in zijn verspreidingsgebied.

## Voortplanting
Ophrys provincialis wordt bestoven door onder andere de sachembij Anthophora atriceps en de grote zijdebij (Colletes cunicularius).
Voor details van de voortplanting, zie spiegelorchis.

## Habitat
Ophrys provincialis geeft de voorkeur aan alkalische, vochtige tot droge bodems op zonnige of halfbeschaduwde plaatsen, zoals graslanden, garrigues, lichte naaldbossen en verlaten terrassen. In middelgebergte komt de soort voor tot op hoogtes van 800 m.

## Verspreiding en voorkomen
Ophrys provincialis heeft een beperkt verspreidingsgebied en komt enkel voor in Zuid-Frankrijk en mogelijk in het noorden van Italië (Ligurië).
In Frankrijk is ze lokaal en zeldzaam langs de Middellandse Zeekust van departement Gard tot Alpes-Maritimes.

## Verwantschap en gelijkende soorten
Ophrys provincialis wordt binnen het geslacht Ophrys in een sectie Araniferae geplaatst samen met enkele zeer gelijkende soorten, zoals de spinnenorchis (O. sphegodes) en O. passionis. In het verspreidingsgebied van O. provincialis komen daarbuiten ook nog de vroege spinnenorchis (O. araneola), O. arachnitiformis en O. occidentalis voor.
Ze kan van deze soorten onderscheiden worden door de late bloeiperiode - meestal pas vanaf half april -, de ronde of elliptische, ongedeelde bloemlip, het helrode basaal veld, het grote met wit omzoomde speculum, en de met wit omrande pseudo-ogen.

## Bedreiging en bescherming
Ophrys provincialis is in Frankrijk beschermd in de regio Provence-Alpes-Côte d'Azur.